# 因吉爾帕塔區
6°16′01″S 77°55′01″W / 6.267°S 77.917°W
因吉爾帕塔區（西班牙語：Distrito de Inguilpata），是秘魯的一個區，位於該國北部亞馬遜大區的盧亞省，始建於1942年10月21日，面積118平方公里，海拔高度2,400米，2005年人口707，人口密度每平方公里6人。